# حزب پیشرو کار (کبک)
حزب پیشروی کار نامی بود که حزب کمونیست کبک از ۱۹۴۴ تا ۱۹۵۶ با آن در انتخابات شرکت می‌کرد (این به علت ممنوع شدن حزب کمونیست کانادا در ۱۹۴۱ بود).
همتای انگلیسی آن حزب کارگر-پیشرو بود که فرد رز نامزد آن برای سوار شدن بر کارتیه در سال 1943 به مجلس عوام کانادا انتخاب شد.
این حزب در ۱۹۶۰ نام خود را به حزب کمونیست کبک تغییر داد و هنوز نیز به همین نام فعالیت می‌کند.